# Volta (film 2017)
Volta – polska komedia kryminalna z 2017 roku w reżyserii Juliusza Machulskiego.

## Fabuła
Akcja filmu toczy się w Lublinie. Bruno Volta, mistrz w rozwiązywaniu zagadek oraz cyniczny specjalista od wizerunku polityków, zostaje postawiony w stan gotowości. Jego młodsza partnerka Agnieszka poznaje w niecodziennych okolicznościach Wiki. Nowa znajoma znajduje w starej kamienicy drogocenną rzecz – koronę Kazimierza Wielkiego. Volta, nie chcąc przepuścić tej okazji, pragnie wejść w posiadanie znaleziska. Pomóc mu ma ochroniarz Dycha.

## Obsada aktorska
- Andrzej Zieliński – Bruno Volta
- Olga Bołądź – Wiki
- Aleksandra Domańska – Aga
- Michał Żurawski – Dycha
- Jacek Braciak – Kazimierz Dolny
- Joanna Szczepkowska – Dąbrowska
- Katarzyna Herman – Marta Zawistowska
- Anna Antoniewicz – Mariola
- Pola Błasik – Mniszka
- Artur Bocheński – Guerrillero Arturo
- Małgorzata Buczkowska – Aldona
- Antonina Choroszy – Profesor Dąbrowska
- Krzysztof Czeczot – Prowadzący teleturniej
- Grzegorz Daukszewicz – Asystent Piotr
- Andrzej Deskur – Du Halde
- Dobromir Dymecki – Dąbrowszczak „Rudy”
- Jakub Firewicz – Dąbrowszczak Jakub
- Mirosław Haniszewski – Guerrillero Jose
- Marcin Hycnar – Xawery Teysseire
- Kinga Ilgner – Przeorysza
- Magdalena Jaworska – Mniszka
- Jan Jurkowski – asystent Paweł
- Jolanta Komar – Mniszka
- Jakub Kostrzewa – Kalita
- Tomasz Kot – Jan Krone
- Jacek Król – Mnich Sebastian
- Kamila Kuboth-Schuchardt – Żona Dolnego
- Marta Ledwoń – Naczelniczka więzienia
- Stanisław Marek Łukasik – Dąbrowszczak Stach
- Aleksander Machalica – Antykwariusz
- Patrice Nieckowski – De Souvre
- Monika Olejnik – Dziennikarka telewizyjna
- Antoni Pawlicki – Pułkownik Krasiński
- Józef Pawłowski – Kamerzysta w tv
- Cezary Pazura – Dąbrowszczak Jędrek/Złotousty
- Bartosz Porczyk – Henri de Valois
- Agata Pruchniewska – Asystentka Justyna
- Justyna Pytko-Rakowska – Mniszka
- Mikołaj Roznerski – Rotmistrz Łubieński
- Mateusz Rusin – Dąbrowszczak Rafał
- Michał Samborowski – Członek straży nocnej
- Krzysztof Stelmaszyk – Właściciel stacji telewizyjnej
- Cezary Studniak – Guerrillero Fernando
- Szymon Szewczyk – Dąbrowszczak „Młody”
- Marek Ślosarski – Właściciel mieszkania
- Philippe Tłokiński – De Larchant
- Michał Tokaj – Guerrillero Miquel
- Malwina Turek – Mniszka
- Fernando Villagomez – Guerrillero Javier
- Szymon Piotr Warszawski – Nieszworowicz
- Robert Więckiewicz – Janko z Czarnkowa[1]

## Produkcja
Okres zdjęciowy trwał od 18 sierpnia do 30 września 2016 roku. Produkcję filmu wsparło miasto Lublin. Premiera filmu zbiegła się z 700. rocznicą nadania Lublinowi praw miejskich. 
Zdjęcia plenerowe powstały w następujących lokacjach: Lublin (Kaplica Trójcy Świętej na Zamku, Dworzec PKP, Rynek Trybunalski, ulice: Staszica, Archidiakońska, Dominikańska, Zamkowa), Świdnik (Port lotniczy Lublin), Janowiec, Kazimierz Dolny, Warszawa i Nałęczów.